# Torre di Esino
Il Castello di Esino è un castello difensivo risalente al XII secolo, quando era parte di una struttura fortificata più complessa, posta in zona sopraelevata a nord-est di Esino Superiore al di sotto della località Sciorcasela, che fungeva da presidio sulle antiche strade di accesso agli insediamenti che diedero vita ai comuni di Esino Inferiore ed Esino Superiore, fusi nel 1927 a formare l'attuale comune di Esino Lario.

## Struttura
L'edificio, una torre semaforica, si trova a circa 950 metri s.l.m.; è a pianta quasi quadrata (7,2 x 6,5 metri ) e presenta una porta di accesso verso valle a 3,7 metri dal terreno.
Era parte di un sistema di fortificazioni e torri di avvistamento poste a sorveglianza di un'importante via di comunicazione, denominata sentiero del Viandante, che, seguendo la riva orientale del lago di Como partendo da Lecco, raggiungeva Colico e le valli dell'Adda e del fiume Mera in Svizzera: a causa delle rocce a strapiombo sul lago fra Mandello del Lario e Bellano, da Lierna la strada saliva a Ortanella (oggi frazione di Esino Lario) per poi scendere verso Vezio, dove ancora oggi è visibile l'omonimo castello.
La torre è stata restaurata alla fine del XX secolo.